# Crosseola errata
Crosseola errata es una especie de molusco gasterópodo de la familia Liotiidae en el orden de los Vetigastropoda.

## Distribución geográfica
Se encuentra en Nueva Zelanda